# Canoë-kayak aux Jeux mondiaux de 2025
 (août 2025).
Navigation
Birmingham 2022 Karlsruhe 2029
Les épreuves de canoë-kayak des Jeux mondiaux de 2025 ont lieu du 9 au 16 août 2025 ; trois disciplines sont inscrites au programme de ces mondiaux :
- comme pour l'édition précédente, deux tournois de kayak-polo (masculine et féminine) qui se déroulent au Natatorium de Jianyang
- les épreuves en ligne de kayak marathon (masculine et féminine) sur distance standard et distance sprint sur le site du Xinglong Lake à la Hubin Arena
- une nouveauté, le bateau-dragon est une nouvelle discipline qui fait son apparition avec trois distances dans deux catégories mixte et open

Les épreuves de canoë marathon et de bateau-dragon ont lieu les 9 et 10 août tandis que les tournois de kayak-polo ont lieu du 13 au 16 août.

## Médaillés
| Épreuves                                   | Or | Argent | Bronze |
| ------------------------------------------ | --- | --- | --- |
| Kayak marathon                             | | | |
| K1 Sprint hommes                           | Mads Pedersen | Hamish Lovemore | José Ramalho |
| K1 Standard hommes                         | Mads Pedersen | Hamish Lovemore | José Ramalho |
| K1 Sprint femmes                           | Melina Andersson | Vanda Kiszli | Susanna Cicali |
| K1 Standard femmes                         | Melina Andersson | Vanda Kiszli | Pernille Hostrup |
| Bateau-dragon                              | | | |
| Petit bateau (10 pagayeurs) mixte - 200 m  | Thaïlande | Chine | Ukraine |
| Petit bateau (10 pagayeurs) mixte - 500 m  | Indonésie | Ukraine | Thaïlande |
| Petit bateau (10 pagayeurs) mixte - 2000 m | Ukraine | Indonésie | Espagne |
| Petit bateau (8 pagayeurs) open - 200 m    | Indonésie- Riska Andriyani - Irwan - Dapit - Roby Kuswandi - Dayumin - Wahyuni Reski - Maryati - Sutrisno - Hafiza Nadia - Nur Meni                                                                    | Thaïlande- Praewpan Kawsri - Chitsanupong Sangpan - Suradet Faengnoi - Kasemsit Borriboonwasin - Phakdee Wannamanee - Jaruwan Chaikan - Natthapon Kreepkamrai - Sukanya Poradok - Nipaporn Nopsri - Pranchalee Moonkasem | Taipei chinois- Wu Wei Ting - Lin Sheng-Ru - Chuang Ying-Chieh - Chen Tzu-Hsien - Chen Le-En - Chou Chih-Wei - Lahok Iya - Chien Cheng Yen - Lee Chun-Lin - Yin Wan-Ting                                                 |
| Petit bateau (8 pagayeurs) open - 500 m    | Ukraine- Olesia Matviienko - Yurii Bardashevskyi - Serhii Semeniuk - Oleksandr Kalmus - Danylo Kukharuk - Mykola Verkhovetskyi - Olha Buraho - Viktor Svyrydiuk - Kateryna Petrenko - Olena Skvortsova | Indonésie- Riska Andriyani - Irwan - Dapit - Roby Kuswandi - Dayumin - Wahyuni Reski - Maryati - Sutrisno - Hafiza Nadia - Nur Meni                                                                                      | Thaïlande- Praewpan Kawsri - Chitsanupong Sangpan - Suradet Faengnoi - Kasemsit Borriboonwasin - Phakdee Wannamanee - Jaruwan Chaikan - Natthapon Kreepkamrai - Sukanya Poradok - Nipaporn Nopsri - Pranchalee Moonkasem |
| Petit bateau (8 pagayeurs) open - 2000 m   | Indonésie- Riska Andriyani - Irwan - Dapit - Roby Kuswandi - Dayumin - Wahyuni Reski - Maryati - Sutrisno - Hafiza Nadia - Nur Meni                                                                    | Chine- Peng Chun - Zhang Peng - Ji Shengchang - Dong Binrui - Wu Shuhan - Zeng Bolun - Wabu Youzhuacier - Xu Jiayu - Luo Meng - Wang Shougang                                                                            | Espagne- Loreto Macho - Iago Monteagudo - Jakub Michalowicz - Luis Ourille - Nerea Novo - Lara Feijoo - Carmen Villar - Pablo Silva - Antia Landeira - Noa Conde Franco                                                  |
| Kayak-polo                                 | | | |
| Hommes                                     | Allemagne | Italie | Grande-Bretagne |
| Femmes                                     | Allemagne | Nouvelle-Zélande | Pays-Bas |

## Kayak marathon

### Organisation
20 athlètes, chez les femmes et chez les hommes, sont qualifiés à l'issue du dernier championnats du monde de canoë marathon: 
- Le premier bateau de chaque continent (cinq) dans les épreuves de K1 longue distance hommes et femmes obtiendra une place de qualification pour sa fédération nationale.
- Onze places de qualification seront attribuées aux fédérations nationales les mieux classées et non encore qualifiées pour la course longue distance.
- Trois places de qualification seront attribuées aux fédérations nationales les mieux classées et non encore qualifiées dans la même catégorie, selon les résultats de la course courte distance.

| Compétition                               | Compétition                               | Quota | Équipe | Équipe |
| Compétition                               | Compétition                               | Quota | Hommes | Femmes |
| ----------------------------------------- | ----------------------------------------- | ----- | --- | --- |
| Pays hôte                                 | Pays hôte                                 | 1     | Chine | Chine |
| Chpts du monde Par continent              | Afrique                                   | 1     | Afrique du Sud (9e) | NC |
| Chpts du monde Par continent              | Amérique                                  | 1     | Argentine (27e) | Argentine (21e) |
| Chpts du monde Par continent              | Asie                                      | 1     | Japon (14e) | Japon (20e) |
| Chpts du monde Par continent              | Europe                                    | 1     | Danemark (1er) | Suède (1er) |
| Chpts du monde Par continent              | Océanie                                   | 1     | Australie (11e) | Australie (4e) |
| Chpts du monde Classement Longue distance | Chpts du monde Classement Longue distance | 11    | Portugal (2e) Espagne (3e) Royaume-Uni (4e) Hongrie (7e) Norvège (8e) Allemagne (10e) Tchéquie (13e) Nouvelle-Zélande (17e) Pologne (18e) Italie (19e) Belgique (23e) | Hongrie (2e) Portugal (5e) Danemark (6e) Tchéquie (7e) Serbie (8e) Espagne (9e) Pays-Bas (10e) Estonie (11e) Royaume-Uni (13e) Nouvelle-Zélande (14e) Slovaquie (16e) |
| Chpts du monde Classement Courte distance | Chpts du monde Classement Courte distance | 3     | France (9e) Irlande (16e) | Italie (9e) France (14e) Allemagne (17e) |
| Réallocation                              | Réallocation                              |       | Pays-Bas | Afrique du Sud |

## Bateau-dragon

### Organisation
Le nombre total d'athlètes de bateau-dragon est limité à 144.
Le nombre total d'équipe nationales est de douze personnes composées de 5 hommes, 5 femmes, 1 batteur et 1 barreur par équipe, à parité hommes-femmes).
Pour les épreuves « Open 8 pagayeurs», l'équipe peut être composée d'athlètes masculins et féminins. L'équipage de 10 personnes doit être sélectionné parmi les 12 athlètes de chaque équipe, dont deux remplaçants.
Les qualifications auront lieu lors des
- Championnats du monde de bateau-dragon ICF 2024, à Puerto Princesa, aux Philippines (10 places)
- Coupe du monde de bateau-dragon ICF 2024, à Yichang, en Chine (2 places).

Toutes les équipes doivent y concourir en embarcation mixte de 10 places (petite embarcation) avec un minimum de huit (8) pagayeurs et un maximum de dix (10) pagayeurs, dont au moins quatre (4) femmes. Il faut également prévoir un (1) batteur, un (1) barreur et deux (2) rameurs remplaçants dans la catégorie concernée.
Une place est réservée au pays hôte, à savoir la Chine
| Compétition                | Lieu            | Date                        | Quota | Équipe                                                                                     |
| -------------------------- | --------------- | --------------------------- | ----- | ------------------------------------------------------------------------------------------ |
| Pays hôte                  | Pays hôte       | Pays hôte                   | 1     | Chine                                                                                      |
| Coupe du monde 2024        | Yichang         | 24–27 octobre 2024          | 2     | Indonésie Thaïlande                                                                        |
| Championnats du monde 2024 | Puerto Princesa | 30 octobre –3 novembre 2024 | 9     | Cambodge Taipei chinois Tchéquie Hongrie Birmanie Philippines Corée du Sud Espagne Ukraine |

Le tableau ci-dessous reprend le classement général issu du Championnats du monde 2024.
| EventCountry     | 10-seater race | 10-seater race | 10-seater race | Overall | Overall | Qualification                       |
| 200m             | 500m           | 2000m          | Pts            | Rank    |         | Qualification                       |
| ---------------- | -------------- | -------------- | -------------- | ------- | ------- | ----------------------------------- |
| Indonesia        | 1st (20)       | 3rd (18)       | 2nd (19)       | 57      | —       | Déjà qualifié via la coupe du monde |
| Hungary          | 6th (15)       | 2nd (19)       | 1st (20)       | 54      | 1st     | qualifié                            |
| Myanmar          | 2nd (19)       | 1st (20)       | 8th (13)       | 52      | 2nd     | qualifié                            |
| Spain            | 4th (17)       | 8th (13)       | 4th (17)       | 47      | 3rd     | qualifié                            |
| Ukraine          | 7th (14)       | 5th (16)       | 7th (14)       | 44      | 4th     | qualifié                            |
| Chinese Taipei   | 3rd (18)       | 6th (15)       | 12th (9)       | 42      | 5th     | qualifié                            |
| Thailand         | 8th (13)       | 9th (12)       | 5th (16)       | 41      | —       | Déjà qualifié via la coupe du monde |
| Czech Republic   | 9th (12)       | 11th (10)      | 3rd (18)       | 40      | 6th     | qualifié                            |
| Philippines      | 5th (16)       | 13th (8)       | 10th (11)      | 35      | 7th     | qualifié                            |
| Cambodia         | 10th (11)      | 7th (14)       | 11th (10)      | 35      | 8th     | qualifié                            |
| Athlètes neutres | 13th (8)       | 12th (9)       | 6th (15)       | 32      | 9th     | Forfait                             |
| South Korea      | 18th (3)       | 4th (17)       | 14th (7)       | 27      | 10th    | qualifié                            |
| Canada           | 11th (10)      | 18th (3)       | 9th (12)       | 25      | 11th    |                                     |
| Singapore        | 15th (6)       | 10th (11)      | 15th (6)       | 23      | 12th    |                                     |
| Germany          | 16th (5)       | 15th (6)       | 13th (8)       | 19      | 14th    |                                     |
| Hong Kong        | 12th (9)       | 16th (5)       | 18th (3)       | 17      | 16th    |                                     |
| United States    | 17th (4)       | —              | 19th (2)       | 6       | —       | Inéligible à la qualification       |

Rules for classification: 1) Total points; 2) 200m ranking 3) 500m ranking 4) 500m ranking 5) Drawing of lots<

## Kayak-polo

### Organisation
Huit équipes masculines et huit équipes féminines ont été invitées à concourir en fonction des résultats des championnats du monde de kayak-polo de l'ICF 2024.
Outre la Chine comme pays hôte, les six équipes les mieux classées des Championnats du monde sont qualifiées, la dernière place étant réservée à l'équipe la mieux classée d'un continent non encore qualifié tant que cette équipe est classée dans le top 12 (sinon, la prochaine équipe la mieux classée non encore qualifiée obtiendra une place de qualification).
- Pays parmi les 6 premiers mondiaux
- Place supplémentaire
- Pays hôte

| Place | Équipe masculine | Équipe féminine  |
| ----- | ---------------- | ---------------- |
| 1     | Allemagne        | Nouvelle-Zélande |
| 2     | France           | Italie           |
| 3     | Danemark         | Pays-Bas         |
| 4     | Royaume-Uni      | Iran             |
| 5     | Italie           | Allemagne        |
| 6     | Espagne          | Espagne          |
| 7     | Pologne          | Danemark         |
| 8     | Suède            | Royaume-Uni      |
| 9     | Suisse           | France           |
| 10    | Portugal         | Suède            |
| 11    | Belgique         | Suisse           |
| 12    | Taipei chinois   | Singapour        |
|       |                  |                  |
| -     | Chine (22e)      | Chine (17e)      |

### Tournoi masculin

#### Tour préliminaire
|   | Équipe          | Points | J | V | N | D | BP | BC | +/- |
| - | --------------- | ------ | - | - | - | - | -- | -- | --- |
| 1 | Allemagne       | 0      | 0 | 0 | 0 | 0 | 0  | 0  | +0  |
| 2 | Grande-Bretagne | 0      | 0 | 0 | 0 | 0 | 0  | 0  | +0  |
| 3 | Italie          | 0      | 0 | 0 | 0 | 0 | 0  | 0  | +0  |
| 4 | Chine           | 0      | 0 | 0 | 0 | 0 | 0  | 0  | +0  |

| 13 août 13:40 | Allemagne       |  |  | Italie          |
| 13 août 13:40 | Grande-Bretagne |  |  | Chine           |
| 14 août 11:00 | Allemagne       |  |  | Grande-Bretagne |
| 14 août 11:40 | Italie          |  |  | Chine           |
| 14 août 18:00 | Allemagne       |  |  | Chine           |
| 14 août 18:40 | Grande-Bretagne |  |  | Italie          |

|   | Équipe   | Points | J | V | N | D | BP | BC | +/- |
| - | -------- | ------ | - | - | - | - | -- | -- | --- |
| 1 | France   | 0      | 0 | 0 | 0 | 0 | 0  | 0  | +0  |
| 2 | Danemark | 0      | 0 | 0 | 0 | 0 | 0  | 0  | +0  |
| 3 | Espagne  | 0      | 0 | 0 | 0 | 0 | 0  | 0  | +0  |
| 4 | Pologne  | 0      | 0 | 0 | 0 | 0 | 0  | 0  | +0  |

| 13 août 15:00 | France   |  |  | Espagne  |
| 13 août 15:40 | Danemark |  |  | Pologne  |
| 14 août 12:00 | France   |  |  | Danemark |
| 14 août 12:40 | Espagne  |  |  | Pologne  |
| 14 août 19:20 | France   |  |  | Pologne  |
| 14 août 20:00 | Danemark |  |  | Espagne  |

#### Phase finale
|  | Quarts de finale | Quarts de finale |          |          | Demi-finales | Demi-finales |  |  | Finale  | Finale  |
|  | Quarts de finale | Quarts de finale |          |          | Demi-finales | Demi-finales |  |  | Finale  | Finale  |
|  |                  |                  |          |          |              |              |  |  |         |         |
|  | 15 août          | 15 août          |          |          | 16 août      | 16 août      |  |  | 16 août | 16 août |
|  | 15 août          | 15 août          |          |          | 16 août      | 16 août      |  |  | 16 août | 16 août |
|  |                  |                  |          |          | 16 août      | 16 août      |  |  | 16 août | 16 août |
|  |                  |                  |          |          | 16 août      | 16 août      |  |  | 16 août | 16 août |
|  |                  |                  |          |          | 16 août      | 16 août      |  |  | 16 août | 16 août |
|  |                  |                  |          |          |              |              |  |  | 16 août | 16 août |
|  | 15 août          |                  |          |          |              |              |  |  | 16 août | 16 août |
|  |                  |                  |          |          |              |              |  |  | 16 août | 16 août |
|  |                  |                  |          |          |              |              |  |  | 16 août | 16 août |
|  |                  |                  |          |          |              |              |  |  | 16 août | 16 août |
|  |                  |                  |          |          |              |              |  |  | 16 août | 16 août |
|  |                  |                  |          |          |              |              |  |  |         |         |
|  | 15 août          |                  |          |          |              |              |  |  |         |         |
|  |                  |                  |          |          |              |              |  |  |         |         |
|  |                  |                  |          |          |              |              |  |  |         |         |
|  | 16 août          |                  |          |          |              |              |  |  |         |         |
|  |                  |                  |          |          |              |              |  |  |         |         |
|  |                  |                  |          |          |              |              |  |  |         |         |
|  | 15 août          | 15 août          | 3e place | 3e place |              |              |  |  |         |         |
|  | 15 août          | 15 août          | 3e place | 3e place |              |              |  |  |         |         |
|  |                  |                  | 16 août  |          |              |              |  |  |         |         |
|  |                  |                  |          |          |              |              |  |  |         |         |
|  |                  |                  |          |          |              |              |  |  |         |         |
|  |                  |                  |          |          |              |              |  |  |         |         |
|  |                  |                  |          |          |              |              |  |  |         |         |
|  |                  |                  |          |          |              |              |  |  |         |         |

|  | Matches de classement | Matches de classement |  |  | 5e place | 5e place |
|  | Matches de classement | Matches de classement |  |  | 5e place | 5e place |
|  |                       |                       |  |  |          |          |
|  | 15 août               | 15 août               |  |  | 16 août  | 16 août  |
|  | 15 août               | 15 août               |  |  | 16 août  | 16 août  |
|  |                       |                       |  |  | 16 août  | 16 août  |
|  |                       |                       |  |  | 16 août  | 16 août  |
|  |                       |                       |  |  | 16 août  | 16 août  |
|  |                       |                       |  |  |          |          |
|  | 15 août               |                       |  |  |          |          |
|  |                       |                       |  |  |          |          |
|  |                       |                       |  |  |          |          |
|  |                       |                       |  |  |          |          |
|  |                       |                       |  |  |          |          |
|  | 7e place'             |                       |  |  |          |          |
|  |                       |                       |  |  |          |          |
|  | 16 août               |                       |  |  |          |          |
|  |                       |                       |  |  |          |          |
|  |                       |                       |  |  |          |          |
|  |                       |                       |  |  |          |          |
|  |                       |                       |  |  |          |          |
|  |                       |                       |  |  |          |          |

##### Classement final
| Rang               | Équipe |
| ------------------ | ------ |
| Médaille d'or      |        |
| Médaille d'argent  |        |
| Médaille de bronze |        |
| 4                  |        |
| 5                  |        |
| 6                  |        |
| 7                  |        |
| 8                  |        |

### Tournoi féminin

#### Tour préliminaire
|   | Équipe           | Points | J | V | N | D | BP | BC | +/- |
| - | ---------------- | ------ | - | - | - | - | -- | -- | --- |
| 1 | Nouvelle-Zélande | 0      | 0 | 0 | 0 | 0 | 0  | 0  | +0  |
| 2 | Iran             | 0      | 0 | 0 | 0 | 0 | 0  | 0  | +0  |
| 3 | Allemagne        | 0      | 0 | 0 | 0 | 0 | 0  | 0  | +0  |
| 4 | Chine            | 0      | 0 | 0 | 0 | 0 | 0  | 0  | +0  |

| 13 août 11:00 | Nouvelle-Zélande |  |  | Allemagne |
| 13 août 11:00 | Iran             |  |  | Chine     |
| 13 août 18:00 | Nouvelle-Zélande |  |  | Iran      |
| 13 août 18:40 | Allemagne        |  |  | Chine     |
| 14 août 13:40 | Nouvelle-Zélande |  |  | Chine     |
| 14 août 14:20 | Iran             |  |  | Allemagne |

|   | Équipe   | Points | J | V | N | D | BP | BC | +/- |
| - | -------- | ------ | - | - | - | - | -- | -- | --- |
| 1 | Italie   | 0      | 0 | 0 | 0 | 0 | 0  | 0  | +0  |
| 2 | Pays-Bas | 0      | 0 | 0 | 0 | 0 | 0  | 0  | +0  |
| 3 | Espagne  | 0      | 0 | 0 | 0 | 0 | 0  | 0  | +0  |
| 4 | Danemark | 0      | 0 | 0 | 0 | 0 | 0  | 0  | +0  |

| 13 août 12:20 | Italie   |  |  | Espagne  |
| 13 août 12:20 | Pays-Bas |  |  | Danemark |
| 13 août 19:20 | Italie   |  |  | Pays-Bas |
| 13 août 20:00 | Espagne  |  |  | Danemark |
| 14 août 15:00 | Italie   |  |  | Danemark |
| 14 août 15:40 | Pays-Bas |  |  | Espagne  |

#### Phase finale
|  | Quarts de finale | Quarts de finale |          |          | Demi-finales | Demi-finales |  |  | Finale  | Finale  |
|  | Quarts de finale | Quarts de finale |          |          | Demi-finales | Demi-finales |  |  | Finale  | Finale  |
|  |                  |                  |          |          |              |              |  |  |         |         |
|  | 15 août          | 15 août          |          |          | 16 août      | 16 août      |  |  | 16 août | 16 août |
|  | 15 août          | 15 août          |          |          | 16 août      | 16 août      |  |  | 16 août | 16 août |
|  |                  |                  |          |          | 16 août      | 16 août      |  |  | 16 août | 16 août |
|  |                  |                  |          |          | 16 août      | 16 août      |  |  | 16 août | 16 août |
|  |                  |                  |          |          | 16 août      | 16 août      |  |  | 16 août | 16 août |
|  |                  |                  |          |          |              |              |  |  | 16 août | 16 août |
|  | 15 août          |                  |          |          |              |              |  |  | 16 août | 16 août |
|  |                  |                  |          |          |              |              |  |  | 16 août | 16 août |
|  |                  |                  |          |          |              |              |  |  | 16 août | 16 août |
|  |                  |                  |          |          |              |              |  |  | 16 août | 16 août |
|  |                  |                  |          |          |              |              |  |  | 16 août | 16 août |
|  |                  |                  |          |          |              |              |  |  |         |         |
|  | 15 août          |                  |          |          |              |              |  |  |         |         |
|  |                  |                  |          |          |              |              |  |  |         |         |
|  |                  |                  |          |          |              |              |  |  |         |         |
|  | 16 août          |                  |          |          |              |              |  |  |         |         |
|  |                  |                  |          |          |              |              |  |  |         |         |
|  |                  |                  |          |          |              |              |  |  |         |         |
|  | 15 août          | 15 août          | 3e place | 3e place |              |              |  |  |         |         |
|  | 15 août          | 15 août          | 3e place | 3e place |              |              |  |  |         |         |
|  |                  |                  | 16 août  |          |              |              |  |  |         |         |
|  |                  |                  |          |          |              |              |  |  |         |         |
|  |                  |                  |          |          |              |              |  |  |         |         |
|  |                  |                  |          |          |              |              |  |  |         |         |
|  |                  |                  |          |          |              |              |  |  |         |         |
|  |                  |                  |          |          |              |              |  |  |         |         |

|  | Matches de classement | Matches de classement |  |  | 5e place | 5e place |
|  | Matches de classement | Matches de classement |  |  | 5e place | 5e place |
|  |                       |                       |  |  |          |          |
|  | 15 août               | 15 août               |  |  | 16 août  | 16 août  |
|  | 15 août               | 15 août               |  |  | 16 août  | 16 août  |
|  |                       |                       |  |  | 16 août  | 16 août  |
|  |                       |                       |  |  | 16 août  | 16 août  |
|  |                       |                       |  |  | 16 août  | 16 août  |
|  |                       |                       |  |  |          |          |
|  | 15 août               |                       |  |  |          |          |
|  |                       |                       |  |  |          |          |
|  |                       |                       |  |  |          |          |
|  |                       |                       |  |  |          |          |
|  |                       |                       |  |  |          |          |
|  | 7e place'             |                       |  |  |          |          |
|  |                       |                       |  |  |          |          |
|  | 16 août               |                       |  |  |          |          |
|  |                       |                       |  |  |          |          |
|  |                       |                       |  |  |          |          |
|  |                       |                       |  |  |          |          |
|  |                       |                       |  |  |          |          |
|  |                       |                       |  |  |          |          |

##### Classement final
| Rang               | Équipe |
| ------------------ | ------ |
| Médaille d'or      |        |
| Médaille d'argent  |        |
| Médaille de bronze |        |
| 4                  |        |
| 5                  |        |
| 6                  |        |
| 7                  |        |
| 8                  |        |

## Tableau des médailles
| Rang  | Nation | Or | Argent | Bronze | Total |
| ----- | ------ | -- | ------ | ------ | ----- |
| Total | Total  | -  | -      | -      | -     |